# Xestia suavis
Xestia suavis är en fjärilsart som beskrevs av Charles Oberthür 1918. Xestia suavis ingår i släktet Xestia och familjen nattflyn. Inga underarter finns listade i Catalogue of Life.